# Sé de Portalegre
A Sé de Portalegre, também designada por Catedral de Portalegre e Igreja Paroquial de Nossa Senhora da Assunção, localiza-se na freguesia da Sé e São Lourenço, na cidade e no município de Portalegre, no Distrito de Portalegre, em Portugal.
A Sé de Portalegre está classificada como Monumento Nacional desde 1910.

## História
A construção da Catedral ficou a dever-se ao bispo Dom Julião de Alva, por ocasião da formação da Diocese de Portalegre. Os trabalhos tiveram início a 14 de Maio de 1556, em terrenos onde anteriormente se erguera a Igreja de Santa Maria do Castelo, embora já desde 1553, por Alvará de D. João III, tivessem começado as expropriações para o novo templo. Para o sucesso do novo empreendimento arquitectónico, Dom Julião de Alva contou, desde cedo, com o patronato régio, traduzido em financiamento para materiais e mão-de-obra.  
O apoio concedido por D. João III e também pela rainha Dona Catarina a grandes empreendimentos arquitectónicos, como a Catedral de Portalegre, a de Elvas ou a de Leiria, conduziu à sua integração na grande corrente do Maneirismo reformado, caro aos gostos da coroa e um instrumento eficaz da Igreja pós-Trento. Estas razões explicam a sua forte implantação em território nacional e a sua longevidade em regiões do interior do país. 

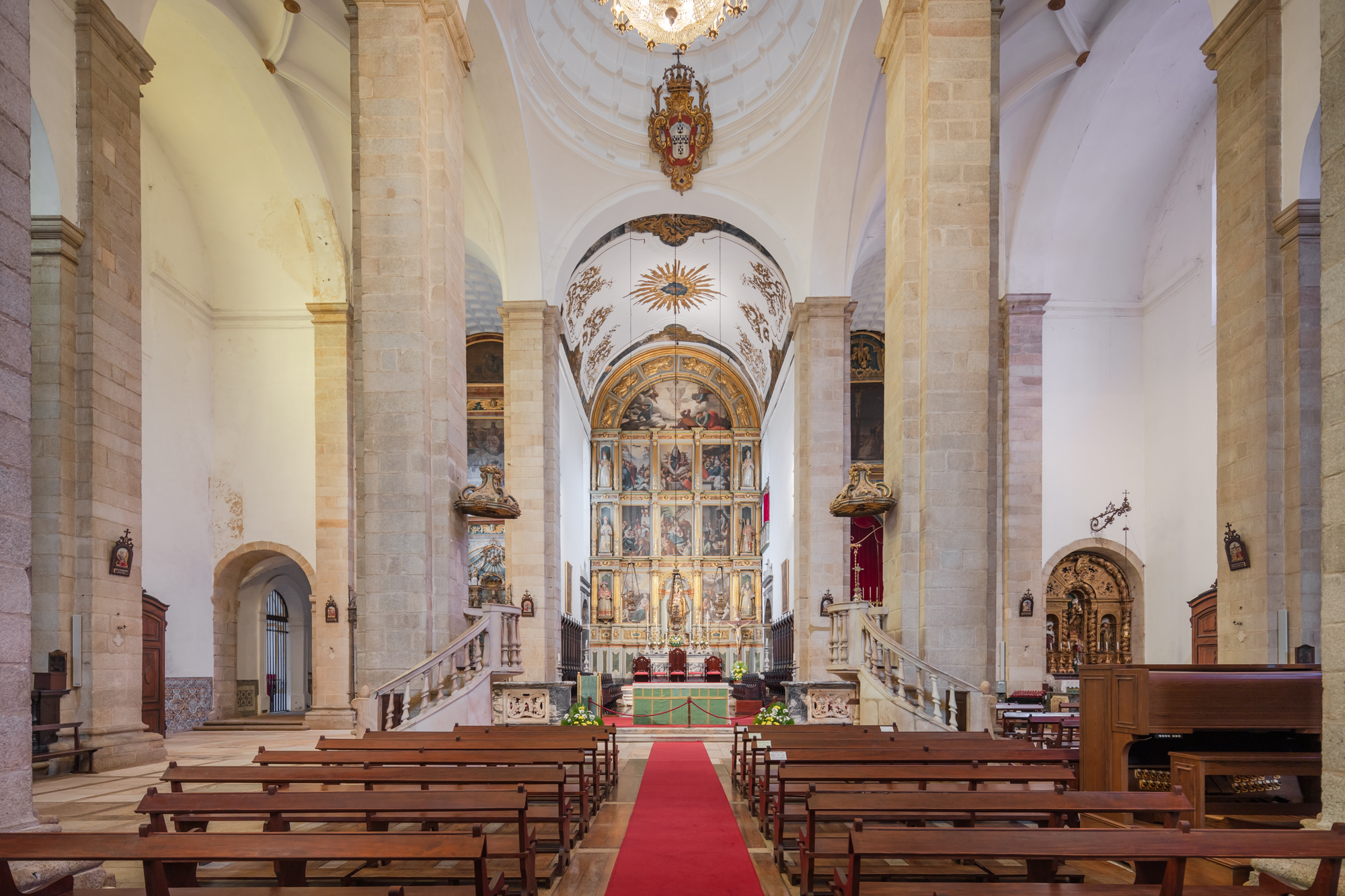
Nave principal da Catedral de Portalegre

Com projeto de Afonso Álvares, foi principiada em 1556. A sua última pedra, do fecho da abóbada, foi colocada em 1575, tendo sido concluída e consagrada no mesmo século. 
Em 1795, por determinação do bispo D. Manuel Tavares, foi restaurada, datando deste período a sua atual feição. Na ocasião, ampliou ainda o Paço Episcopal, ergueu uma edificação própria para o Cartório da Casa Eclesiástica e mandou edificar a Igreja de São Tiago.
Maria II de Portugal ofereceu à Sé de Portalegre um sino fundido em Estremoz.
Com início em fevereiro de 2021, foi sujeita a obras de reabilitação do edifício em si mesmo e do património móvel e integrado (restauro dos retábulos, pinturas, imagens, azulejos etc) que o enriquece. 
O monumento voltou a abrir as suas portas em 16 de Março de 2023, após as obras de reabilitação que envolveram um investimento de 3,5 milhões de euros. As intervenções abrangeram o edifício, claustros, espaço anexos e a conservação e restauro dos retábulos das 12 capelas interiores da Sé e da Capela de São Tiago. Durante as obras, foram ainda encontradas pinturas em murais que datam dos finais dos séculos XVI, XVII e XVIII nas capelas.

## Características

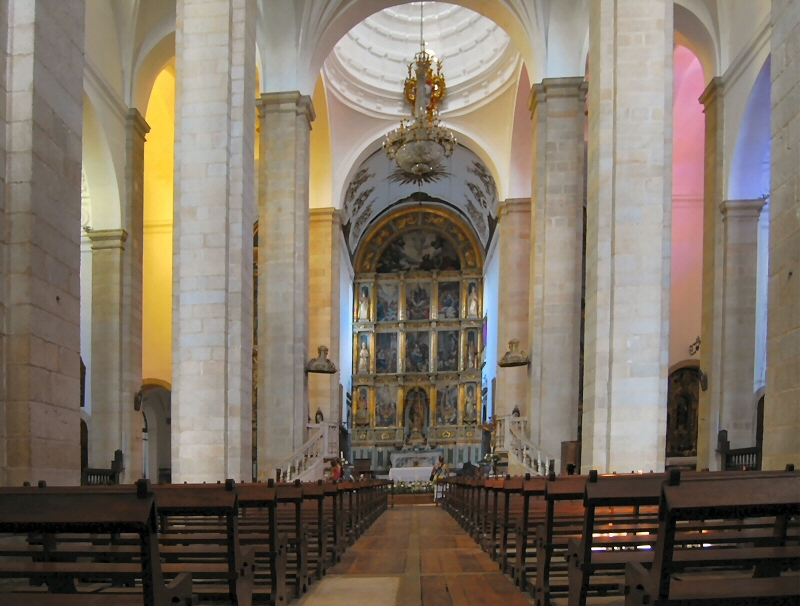
Interior.

O edifício apresenta 28 janelas e a frontaria elementos dos séculos XVI, XVII e XVIII. A fachada lateral norte é constituída por seis pilastras; a lateral sul é em tudo semelhante, estando, no entanto, virada para o claustro. Cada torre tem quatro olhais com arcos de volta redonda onde se encontram os sinos.
O interior é repartido por três naves, com abóbadas de berço, arcos redondos e nervuras. O Altar-Mor compõe-se de um retábulo de oito painéis. À direita fica a Capela do Santíssimo e à esquerda a de São Pedro. Os púlpitos são de pedra mármore, bem como as grades que ficam em frente da capela principal.